# Phoebophilus sajanus
Phoebophilus sajanus là một loài bướm đêm trong họ Noctuidae.